# Spojené státy americké na Letních olympijských hrách 1920
Spojené státy americké na Letních olympijských hrách v roce 1920 v belgických Antverpách reprezentovalo 288 sportovců, z toho 14 žen a 274 mužů, ve 18 sportech.

## Medailisté
| Medaile | Jméno | Sport             | Soutěž                                          |
| ------- | --- | ----------------- | ----------------------------------------------- |
| Zlato   | Charlie Paddock | Atletika          | Muži 100 m                                      |
| Zlato   | Allen Woodring | Atletika          | Muži 200 m                                      |
| Zlato   | Horace Brown Arlie Schardt Ivan Dresser | Atletika          | Družstvo mužů 3000 m                            |
| Zlato   | Frank Loomis | Atletika          | Muži 400 m překážek                             |
| Zlato   | Charlie Paddock Jackson Scholz Loren Murchison Morris Kirksey                                                                                          | Atletika          | Muži štafeta 4 × 100 m                          |
| Zlato   | Patrick McDonald | Atletika          | Muži hod 25 kg                                  |
| Zlato   | Patrick Ryan | Atletika          | Muži hod kladivem                               |
| Zlato   | Richmond Landon | Atletika          | Muži skok vysoký                                |
| Zlato   | Frank Foss | Atletika          | Muži skok o tyči                                |
| Zlato   | Frankie Genaro | Box               | Muži váha muší do 50,8 kg                       |
| Zlato   | Samuel Mosberg | Box               | Muži lehká váha do 61,2 kg                      |
| Zlato   | Eddie Eagan | Box               | Muži váha polotěžká do 79,4 kg                  |
| Zlato   | Clarence Pinkston | Skoky do vody     | Muži věž 10 m                                   |
| Zlato   | Louis Kuehn | Skoky do vody     | Muži prkno 3 m                                  |
| Zlato   | Aileen Rigginová | Skoky do vody     | Ženy prkno 3 m                                  |
| Zlato   | Paul Costello John Brendan Kelly | Veslování         | Muži dvojskif                                   |
| Zlato   | Družstvo mužů | Veslování         | Muži osmiveslice                                |
| Zlato   | John Brendan Kelly | Veslování         | Muži skif                                       |
| Zlato   | Družstvo mužů | Ragby             | Turnaj mužů                                     |
| Zlato   | Joseph Jackson Willis Lee Carl Osburn Oliver Schriver Lloyd Spooner                                                                                    | Sportovní střelba | Družstvo mužů 300 m + 600 m vojenská puška      |
| Zlato   | Morris Fisher | Sportovní střelba | Muži 300 m puška tři pozice                     |
| Zlato   | Morris Fisher Joseph Jackson Willis Lee Carl Osburn Lloyd Spooner                                                                                      | Sportovní střelba | Družstvo mužů 300 m vojenská puška; vleže       |
| Zlato   | Družstvo mužů | Sportovní střelba | Družstvo mužů 30 m vojenská pistole             |
| Zlato   | Družstvo mužů | Sportovní střelba | Družstvo mužů 50 m puška                        |
| Zlato   | Carl Frederick | Sportovní střelba | Muži 50 m libovolná pistole                     |
| Zlato   | Lawrence Nuesslein | Sportovní střelba | Muži 50 m libovolná malorážka 60 ran vleže      |
| Zlato   | Družstvo mužů | Sportovní střelba | Družstvo mužů 50 m small bore puška             |
| Zlato   | Dennis Fenton Gunnery Schriver Willis Lee Lloyd Spooner Joseph Jackson                                                                                 | Sportovní střelba | Družstvo mužů 600 m vojenská puška              |
| Zlato   | Carl Osburn | Sportovní střelba | Muži 300 m vojenská puška; vstoje               |
| Zlato   | Družstvo mužů | Sportovní střelba | Družstvo mužů pistole                           |
| Zlato   | Družstvo mužů | Sportovní střelba | Družstvo mužů trap                              |
| Zlato   | Mark Arie | Sportovní střelba | Muži trap                                       |
| Zlato   | Warren Kealoha | Plavání           | Muži 100 m znak                                 |
| Zlato   | Duke Kahanamoku | Plavání           | Muži 100 m volný způsob                         |
| Zlato   | Ethelda Bleibtrey | Plavání           | Ženy 100 m volný způsob                         |
| Zlato   | Norman Ross | Plavání           | Muži 1500 m volný způsob                        |
| Zlato   | Norman Ross | Plavání           | Muži 400 m volný způsob                         |
| Zlato   | Ethelda Bleibtrey | Plavání           | Ženy 300 m volný způsob                         |
| Zlato   | Družstvo mužů | Plavání           | Ženy štafeta 4 × 100 m volný způsob             |
| Zlato   | Družstvo mužů | Plavání           | Muži štafeta 4 × 200 m volný způsob             |
| Zlato   | Charles Ackerly | Zápas             | Muži volný styl do 60 kg                        |
| Stříbro | Joseph Pearman | Atletika          | Muži chůze na 10 km                             |
| Stříbro | Morris Kirksey | Atletika          | Muži 100 m                                      |
| Stříbro | Harold Barron | Atletika          | Muži 110 m překážek                             |
| Stříbro | Charlie Paddock | Atletika          | Muži 200 m                                      |
| Stříbro | Patrick Flynn | Atletika          | Muži 3000 m steeplechase                        |
| Stříbro | John Norton | Atletika          | Muži 400 m překážek                             |
| Stříbro | Patrick Ryan | Atletika          | Muži hod 25 kg                                  |
| Stříbro | Earl Eby | Atletika          | Muži 800 m                                      |
| Stříbro | Brutus Hamilton | Atletika          | Muži desetiboj                                  |
| Stříbro | Harold Muller | Atletika          | Muži skok vysoký                                |
| Stříbro | Carl Johnson | Atletika          | Muži skok daleký                                |
| Stříbro | Everett Bradley | Atletika          | Muži pětiboj                                    |
| Stříbro | Clarence Pinkston | Skoky do vody     | Muži prkno 3 m                                  |
| Stříbro | Helen Wainwright | Skoky do vody     | Ženy prkno 3 m                                  |
| Stříbro | Cyril Weidenborner Raymond Bonney Leon Tuck Edward Fitzgerald Francis Goheen Anthony Conroy Joseph McCormick Herbert Drury George Geran Francis Synott | Lední hokej       | Turnaj mužů                                     |
| Stříbro | Kenneth Myers Carl Klose Franz Federschmidt Erich Federschmidt Sherman Clark                                                                           | Veslování         | Muži čtyřka s kormidelníkem                     |
| Stříbro | Raymond Bracken | Sportovní střelba | Muži 25 m rychlopalná pistole                   |
| Stříbro | Carl Osburn Lawrence Nuesslein Lloyd Spooner Willis Lee Thomas Brown                                                                                   | Sportovní střelba | Družstvo mužů 300 m vojenská puška; vstoje      |
| Stříbro | Arthur Rothrock | Sportovní střelba | Muži 50 m libovolná malorážka 60 ran vleže      |
| Stříbro | Frank Troeh | Sportovní střelba | Muži trap                                       |
| Stříbro | Ray Kegeris | Plavání           | Muži 100 m znak                                 |
| Stříbro | Pua Kealoha | Plavání           | Muži 100 m volný způsob                         |
| Stříbro | Irene Guest | Plavání           | Ženy 100 m volný způsob                         |
| Stříbro | Ludy Langer | Plavání           | Muži 400 m volný způsob                         |
| Stříbro | Margaret Woodbridge | Plavání           | Ženy 300 m volný způsob                         |
| Stříbro | Nathaniel Pendleton | Zápas             | Muži volný styl nad 82,5 kg                     |
| Stříbro | Samuel Gerson | Zápas             | Muži volný styl do 60 kg                        |
| Bronz   | Feg Murray | Atletika          | Muži 110 m překážek                             |
| Bronz   | Lawrence Shields | Atletika          | Muži 1500 m                                     |
| Bronz   | Richard Remer | Atletika          | Muži chůze na 3 km                              |
| Bronz   | August Desch | Atletika          | Muži 400 m překážek                             |
| Bronz   | Gus Pope | Atletika          | Muži hod diskem                                 |
| Bronz   | Basil Bennett | Atletika          | Muži hod kladivem                               |
| Bronz   | Edwin Myers | Atletika          | Muži skok o tyči                                |
| Bronz   | Harry Liversedge | Atletika          | Muži vrh koulí                                  |
| Bronz   | Frederick Colberg | Box               | Muži váha lehká střední do 66,7 kg              |
| Bronz   | Harry Prieste | Skoky do vody     | Muži věž 10 m                                   |
| Bronz   | Louis Balbach | Skoky do vody     | Muži prkno 3 m                                  |
| Bronz   | Thelma Payne | Skoky do vody     | Ženy prkno 3 m                                  |
| Bronz   | Družstvo mužů | Šerm              | Družstvo mužů fleret                            |
| Bronz   | Theresa Weldová | Krasobruslení     | Ženy jednotlivkyně                              |
| Bronz   | Družstvo mužů | Vodní polo        | Turnaj mužů                                     |
| Bronz   | Družstvo mužů | Sportovní střelba | Družstvo mužů 100 m běžící jelen, jeden výstřel |
| Bronz   | Alfred Lane | Sportovní střelba | Muži 50 m libovolná pistole                     |
| Bronz   | Dennis Fenton | Sportovní střelba | Muži 50 m libovolná malorážka 60 ran vleže      |
| Bronz   | Lloyd Spooner | Sportovní střelba | Muži 600 m vojenská puška                       |
| Bronz   | Lawrence Nuesslein | Sportovní střelba | Muži 300 m vojenská puška; vstoje               |
| Bronz   | Frank Wright | Sportovní střelba | Muži trap                                       |
| Bronz   | Bill Harris | Plavání           | Muži 100 m volný způsob                         |
| Bronz   | Frances Schroth | Plavání           | Ženy 100 m volný způsob                         |
| Bronz   | Frances Schroth | Plavání           | Ženy 400 m volný způsob                         |
| Bronz   | Fred Meyer | Zápas             | Muži volný styl nad 82,5 kg                     |
| Bronz   | Charles Johnson | Zápas             | Muži volný styl do 75 kg                        |
| Bronz   | Walter Maurer | Zápas             | Muži volný styl do 82,5 kg                      |